# Nidd (Royaume-Uni)
Pour les articles homonymes, voir Nidd.

Nidd est un village et une paroisse civile du Yorkshire du Nord, en Angleterre.